# 🇪🇭
🇪🇭 is een Unicode vlagsequentie emoji die gebruikt wordt als regionale indicator voor Westelijke Sahara/Sahrawi Arabische Democratische Republiek. De meest gebruikelijke weergave is die van de vlag van de Sahrawi Arabische Democratische Republiek, maar op sommige platforms (waaronder Microsoft Windows) ziet men de letters EH.
De vlagsequentie is opgebouwd uit de combinatie van de Regional Indicator Symbols 🇪 (U+1F1EA) en 🇭 (U+1F1ED), tezamen de ISO 3166-1 alpha-2 code EH voor Westelijke Sahara/SADR vormend.
Deze emoji is in 2010 geïntroduceerd met de Unicode 6.0-standaard.

## Gebruik

De landsvlag van Westelijke Sahara/SADR

Deze emoji wordt gebruikt als regionale aanduiding van Westelijke Sahara/Sahrawi Arabische Democratische Republiek. Met de toenemende erkenning van de Marokkaanse claim op dit gebied is de toekomst van deze regionale indicator wat ongewis.

## Codering

De Emoji One-implementatie

### Unicode
In Unicode vindt men de 🇪🇭 met de codesequentie U+1F1EA U+1F1ED (hex).

### Shortcode
Er zijn shortcodes  voor 🇪🇭; in Github kan deze opgeroepen worden met :western_sahara:,  in Slack kan het karakter worden opgeroepen met de code :flag-eh:.